# فرد ميرشنت
فرد ميرشنت (بالإنجليزية: Fred Marchant)‏ هو شاعر أمريكي، (ولد. 1900  م).